# Società Polisportiva Vis Sauro Pesaro 1960-1961
Questa voce raccoglie le informazioni riguardanti la Società Polisportiva Vis Sauro Pesaro nelle competizioni ufficiali della stagione 1960-1961.

## Rosa
| N. |                   | Ruolo | Calciatore         |
| -- | ----------------- | ----- | ------------------ |
|    | Italia (bandiera) | D     | Abbondanza         |
|    | Italia (bandiera) |       | Andreoni           |
|    | Italia (bandiera) | D     | Luigi Alba         |
|    | Italia (bandiera) | P     | Gastone Ballarini  |
|    | Italia (bandiera) | C     | Giuliano Bertini   |
|    | Italia (bandiera) | A     | Angelo Bortolon    |
|    | Italia (bandiera) | A     | Basilio Cabas      |
|    | Italia (bandiera) | D     | Giovanni Cella     |
|    | Italia (bandiera) | C     | Alberto Clementoni |
|    | Italia (bandiera) | D     | Rino Comizzi       |
|    | Italia (bandiera) | C     | Edoardo Dal Pos    |
|    | Italia (bandiera) | D     | Giuseppe Di Chio   |
|    | Italia (bandiera) |       | Donati             |

| N. |                   | Ruolo | Calciatore         |
| -- | ----------------- | ----- | ------------------ |
|    | Italia (bandiera) | D     | Nerio Dudine       |
|    | Italia (bandiera) | P     | Giovanni Farfoglia |
|    | Italia (bandiera) |       | Farina             |
|    | Italia (bandiera) | C     | Rolando Ferri      |
|    | Italia (bandiera) | A     | Fulvio Fonda       |
|    | Italia (bandiera) |       | Gravina            |
|    | Italia (bandiera) | C     | Giacinto Meglio    |
|    | Italia (bandiera) |       | Quadrini           |
|    | Italia (bandiera) |       | Renda              |
|    | Italia (bandiera) | D     | Ricci              |
|    | Italia (bandiera) | C     | Umberto Stabellini |
|    | Italia (bandiera) | A     | Carlo Vanini       |